# Igor al Kievului
Igor I (în slavona veche: Игорь; în nordica veche: Ingvar Røriksen, n. 878 d.Hr. – d. 945 d.Hr., Iskorosten⁠(d), Ucraina) a fost un conducător vareg al Rusiei Kievene din 912 până în 945. A fost fiul lui Ruric, primul conducător al Rusiei Kievene și tatăl lui Sviatoslav I al Kievului și soțul Olgăi din Kiev.

## Biografie
Informații despre Igor provin în mare parte din Cronica vremurilor trecute (scrisă la începutul secolului al XII-lea). Acest document îl descrie pe Igor ca fiul lui Ruric, primul conducător al Rusiei Kievene:
6378–6387 (870–879). Pe patul de moarte, Ruric a dat teritoriile sale în grija lui Oleg, care îi era rudă, și i l-a încredințat lui Oleg pe fiul său Igor, pentru că acesta era foarte tânăr.
6388–6390 (880–882). Oleg a părăsit Novgorod, luând cu el mulți războinici varegi, slavi și toți krivicii. Astfel, a sosit la Smolensk, a capturat orașul și a înființat acolo o garnizoană. Mai departe a capturat Liubeci, unde a înființat o altă garnizoană. Apoi a venit pe dealurile Kievului și a văzut cum domneau acolo Askold și Dir. Și-a ascuns războinicii după niște stânci, i-a lăsat pe alții în urmă și a mers înainte purtând copilul Igor. El a ajuns astfel la poalele Dealului Ungur și, după ce și-a ascuns trupele, a trimis mesageri la Askold și Dir, prezentându-se ca un negustor în drumul său spre Grecia, cu o misiune din partea lui Oleg și a lui Igor, fiul prințului și i-a ademenit pe Askold și Dir cerându-le să vină să-i salute. Askold și Dir au ieșit imediat. Apoi toți ostașii au sărit din ascunzătorile lor și Oleg le-a spus lui Askold și Dir: „Nu sunteți prinți, nici măcar nu aveți rude prinți, dar eu sunt de viță domnească”. Igor a fost apoi adus și Oleg a anunțat că este fiul lui Ruric. Apoi i-au ucis pe Askold și Dir, i-au dus pe deal, i-au îngropat acolo, pe dealul acum cunoscut sub numele de Dealul Ungur, unde se află acum castelul din Ol'ma.
Oleg apare în Cronica vremurilor trecute ca fiind vărul tatălui Igor. Deoarece el a ocupat Kievul și l-a făcut capitala Rusiei Kievene, el și nu Rurik este uneori considerat fondatorul Rusiei Kievene. În tratatul ruso-bizantin din 911, Oleg a fost numit „Marele Duce al Rusiei”, adică în sursa documentară el era considerat nu un regent sub Igor, ci un conducător suveran. Oleg a condus ca regent în locul lui Igor până în toamna anului 912 când, potrivit Cronicii vremurilor trecute, a murit din cauza unei mușcături de șarpe.
În 903, Igor a adus-o pe soția sa din Pskov, Olga, care avea 13 ani, iar Igor avea în acel moment 25. Având în vedere că fiul lui Igor și al Olgăi, Sviatoslav s-a născut în 942 (când Olga avea 52 de ani), datele din cronici sunt extrem de îndoielnice. În 907, Oleg a plecat într-o călătorie la Bizanț și l-a lăsat pe Igor la conducerea Kievului. După moartea lui Oleg în 912, Igor a devenit conducătorul Rusiei Kievene. În consecință, datele morții lui Oleg și, în implicit, începutul domniei lui Igor sunt condiționate.
În 914, Igor i-a învins pe drevleni. În 915, îndreptându-se în ajutorul Bizanțului împotriva bulgarilor, pecenegii au apărut pentru prima dată în Rusia. Igor a ales să nu aibă conflicte cu ei, dar în 920 el însuși a condus o campanie militară împotriva acestora.
Igor a asediat de două ori Constantinopolul în 941 și 944 și, cu toate că focul grecesc a distrus o parte a flotei sale (formată din zece mii de nave), a încheiat cu împăratul roman din răsărit Constantin al VII-lea un tratat favorabil (945), al  cărui text s-a păstrat în cronică. În 913 și 944, rusii au jefuit arabii în Marea Caspică în timpul expedițiilor caspice ale rusilor, dar nu este clar dacă Igor a avut vreo legătură cu aceste campanii.

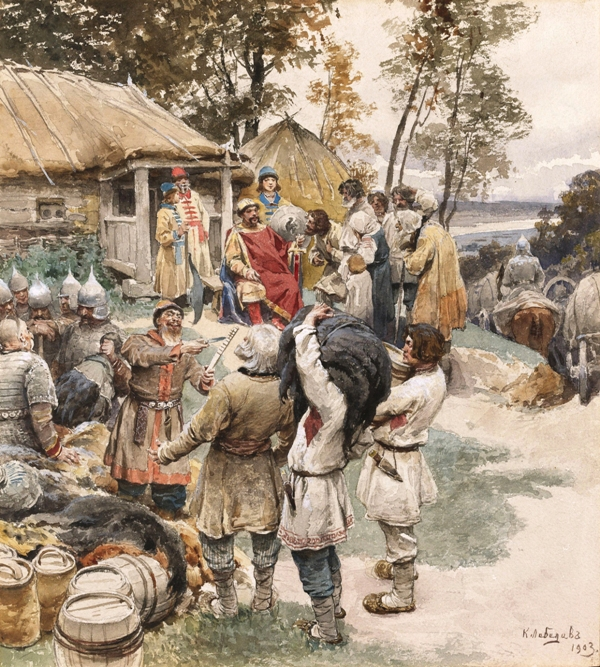
Prințul Igor cere tribut Drevlenilor, de Klavdiu Lebedev (1852–1916).

Igor a fost ucis în timp ce aduna tributul din partea drevlenilor în 945. Istoricul și cronicarul bizantin, Leon Diaconul (născut în 950), descrie modul în care Igor a fost ucis: "Au aplecat doi mesteceni până la picioarele prințului și i-au legat de picioarele sale; apoi au dat drumul copacilor să se îndrepte, spintecând astfel trupul prințului”. Soția lui Igor, Olga din Kiev, i-a răzbunat moartea pedepsindu-i pe drevleni. Cronica vremurilor trecute îl învinovățește pentru moartea sa, datorată propriei lăcomii excesive, indicând că a încercat să strângă tributul pentru a doua oară în aceeași lună. În consecință, Olga a schimbat sistemul de adunare al tributului (poliudie) în ceea ce poate fi considerat prima reformă legală înregistrată în Europa de Est.

## Controversă
Revizuind drastic cronologia Cronicii vremurilor trecute, Constantin Zuckerman susține că Igor a domnit de fapt timp de trei ani, între vara anului 941 și până moartea sa la începutul anului 945. El explică că epoca de 33 de ani a domniei sale așa cum apare în cronică este rezultatul interpretării defectuoase a autorului său din surse bizantine. Într-adevăr, nicio activitate a lui Igor nu este înregistrată în cronică înainte de anul 941. 

## Vezi si
- Lista monarhilor ucraineni
- Lista monarhilor ruși